# Сегерсени
Сегерсени — древнеегипетский или нубийский вождь Нубии, правящий во времена конца XI — начала XII династий в период раннего Среднего царства.

## Свидетельства
О существовании Сегерсени свидетельствует одна или две надгробные надписи, обнаруженные в Умбаракабе (Хор-Дехмит) в Нижней Нубии. Тронное имя Сегерсени в надписях остаётся спорным, поскольку было грубо вырезано и со временем сильно выветрилось. Одна из надписей о Сегерсени, возможно, свидетельствует о войне в неизвестном регионе Персенбет. Сегерсени нет ни в одном списке правителей Египта.

## Биография
Несмотря на то, что у Сегерсени были титулы египетского фараона, нет никаких свидетельств о нем за пределами Нубии. Таким образом, он был, скорее всего, претендентом на египетский или нубийский трон в Нижней Нубии в сложный политический период: либо в начале Первого переходного периода, в течение Второго переходного периода, либо в промежуток времени, включающий правление Ментухотепа IV XI-й династии и начало царствования Аменемхета I XII династии. Большинство египтологов склоняются к последней версии. В частности, последние два фараона, возможно, не признавались всеми как законные правители.
Известно, что Аменемхет I отправил Хнумхотепа I, верного Великого вождя Махеджа (16-го Нома Верхнего Египта) в Элефантину в Нубию, чтобы уничтожить последнее сопротивление против него в том регионе, но нельзя сказать с уверенностью, кто был лидером этого сопротивления. Одним из предполагаемых лидеров этого сопротивления является Сегерсени. Кроме того, известны два других правителя Нубии того же периода, Джиибхентра и Какаре Ини. Они оба были претендентами на египетский трон, об отношениях между ними и Сегерсени неизвестно. Если Сегерсени был действительно врагом Аменемхета, он мог сражаться на стороне Ментухотепа IV или за свое собственное нубийское царство. Нубия обрела независимость в течение Первого переходного периода, о чём свидетельствуют военные кампании Ментухотепа II в регионе, всего за 40 лет до предполагаемого рождения и правления Сегерсени.